# Abalam
Abalam, ook wel bekend als Abalim of Abali, is in de demonologie een koning over demonen en een van Paimons dienaren. Hij vergezelt Paimon alleen indien degene die hem oproept daar een passend offer voor maakt. Voor de rest is er vrijwel niets bekend over deze demon.
In zowel de Pseudomonarchia Daemonum van Johann Weyer als in het eerste deel van de Lemegeton; de Ars Goethia wordt zijn naam genoemd. Ook komt hij voor in Collin de Plancy's Dictionnaire Infernal.